# Cimet
Cimet je začin dobijen iz unutrašnje kore nekoliko vrsta stabala iz roda Cinnamomum. Cimet se uglavnom koristi kao aromatični začin i dodatak za ukus u širokoj paleti kuhinja, slatkim i slanim jelima, žitaricama za doručak, grickalicama, čaju i tradicionalnoj hrani. Aroma i ukus cimeta potiču od esencijalnog ulja i glavne komponente cinamaldehida, kao i brojnih drugih sastojaka, uključujući eugenol.
Cimet je naziv za nekoliko vrsta drveća i komercijalne začinske proizvode koje neka od njih proizvode. Svi su članovi roda Cinnamomum su iz porodice Lauraceae. Samo nekoliko vrsta Cinnamomum se komercijalno gaji za začin. Cinnamomum verum se ponekad smatra „pravim cimetom“, ali većina cimeta u međunarodnoj trgovini potiče od srodne vrste Cinnamomum cassia, koja se takođe naziva i „casija“. Godine 2018, Indonezija i Kina proizvele su 70% svetske ponude cimeta, Indonezija je proizvela skoro 40%, a Kina 30%.

## Proizvodnja
| Produkcija cimeta – 2017                   |         |
| Zemlja                                     | (tone)  |
| Indonezija                                 | 87,130  |
| Kina                                       | 79,486  |
| Vijetnam                                   | 37,126  |
| Šri Lanka                                  | 17,255  |
| Svet                                       | 224,144 |
| Izvor: FAOSTAT agencija Ujedinjenih nacija |         |

U 2017. godini četiri države su činile 99% svetskog proizvodnog totala: Indonezija, Kina, Vijetnam i Šri Lanka. Globalna proizvodnja se više od deset puta uvećala od 1970. Najveća promena po zemljama dogodila se u Vijetnamu, koji je od malog proizvođača 1970. godine postao treći po veličini 2017. godine.

## Prehrambena upotreba
Kora cimeta koristi se kao začin. Cimet se uglavnom koristi u kuvarstvu kao začin i aroma. On se koristi u pripremi čokolade, posebno u Meksiku. Cimet se često koristi u slanim jelima od piletine i jagnjetine. U Sjedinjenim Državama cimet i šećer se često koriste za aromatizovanje žitarica, jela na bazi hleba, poput tosta, i voća, posebno jabuka; mešavina cimeta i šećera (cimetni šećer) prodaje se odvojeno za takve svrhe. Takođe se koristi u portugalskoj i turskoj kuhinji za slatka i slana jela. Cimet se takođe može koristiti u kiseljenju i božićnim pićima poput egnoga. Cimet u prahu dugo je bio važan začin za poboljšanje ukusa persijske kuhinje, gde se koristi u raznim gustim supama, pićima i slatkišima.

## Hranljivi sastojci
Mleveni cimet sastoji se od oko 11% vode, 81% ugljenih hidrata (uključujući 53% dijetetskih vlakana), 4% proteina i 1% masti. U referentnoj količini od 100 grama mleveni cimet je bogat izvor kalcijuma (100% dnevne vrednosti (DV)), gvožđa (64% DV) i vitamina K (30% DV)

## Aroma i ukus
Za ukus cimeta zaslužno je aromatično esencijalno ulje koje čini 0,5 do 1% njegovog sastava. Ovo esencijalno ulje može se pripremiti grubim lupanjem kore, maceracijom u morskoj vodi, a zatim brzom destilacijom cele mase. On je zlatnožute boje, karakterističnog cimetnog mirisa i vrlo vrućeg aromatičnog ukusa. Opor ukus i miris potiču od cinamaldehida (oko 90% esencijalnog ulja iz kore) i reakcijom sa kiseonikom starenjem potamni i formira smolasta jedinjenja.
Sastojci cimeta uključuju nekih 80 aromatičnih jedinjenja, uključujući eugenol koji se nalazi u ulju od lišća ili kore stabala cimeta.

### Alkoholna aroma
Cimet se koristi kao aroma u cimetnom likeru, kao što je viski sa ukusom cimeta u Sjedinjenim Državama, i rakomelo, rakija od cimeta popularna u delovima Grčke.

## Zdravstvena istraživanja
Pregledi kliničkih ispitivanja izvestili su o smanjenju glukoze u plazmi pri pošćenju i nedoslednim efektima na hemoglobin A1C (HbA1c, pokazatelj hronično povišene glukoze u plazmi). Četiri pregleda su izvestila o smanjenju glukoze u plazmi pri pošćenju, a samo dva su prijavila niži nivo HbA1c, a jedan je izvestio o odsustvu promene u bilo kojoj meri. U Kohranovom pregledu primećeno je da je trajanje ispitivanja bilo ograničeno na 4 do 16 nedelja i da nijedno ispitivanje nije izveštavalo o promenama u kvalitetu života, morbiditetu ili stopi smrtnosti. Zaključak Kohranovih autora bio je: „Nema dovoljno dokaza koji podržavaju upotrebu cimeta za diabetes mellitus tipa 1 ili tipa 2“. Pozivajući se na Kohranov pregled, američki Nacionalni centar za komplementarno i integrativno zdravlje izjavio je: „Studije urađene kod ljudi ne podržavaju upotrebu cimeta ni u jednom zdravstvenom stanju.“
Metaanaliza ispitivanja cimetne suplementacije merenjima lipida izvestila je o smanjenju ukupnog holesterola i triglicerida, ali nije došlo do značajnih promena u LDL-holesterolu ili HDL-holesterolu. Jedan drugi izveštaj navodi da nije došlo do promene telesne težine ili rezistencije na insulin.
Cimet ima dugu istoriju upotrebe u tradicionalnoj medicini kao pomoćno sredstvo digestivnog sistema.

## Toksičnost
Sistematski pregled neželjenih događaja kao rezultat upotrebe cimeta prijavio je gastrointestinalne poremećaje i alergijske reakcije kao najčešće prijavljene neželjene efekte.
Evropska agencija za bezbednost hrane je 2008. godine razmotrila toksičnost kumarina, komponente cimeta, i potvrdila maksimalni preporučljivi dnevni unos (engl. tolerable daily intake - TDI) od 0,1  kumarina po  telesne težine. Poznato je da kumarin uzrokuje oštećenje jetre i bubrega u visokim koncentracijama i da ima metabolički efekat kod ljudi sa polimorfizmom CIP2A6. Na osnovu ove procene, Evropska unija je postavila smernice za maksimalni sadržaj kumarina u namirnicama od 50 mg po kg testa u sezonskoj hrani i 15 mg po kg u svakodnevno pečenoj hrani. Maksimalni preporučeni TDI od 0,1  kumarina po  telesne težine jednak je 5 mg kumarina za telesnu težinu od 50 :
| cumarin/g cimet                    | 0,10–12,18 | 0,005–0,090 |
| TDI cimet na 50 kg telesne težine | 0,4–50     | više od 50  |

Zbog promenljive količine kumarina u C. cassia, obično preko 1,0 mg kumarina po g cimeta, a ponekad i do 12 puta više, C. cassia ima nisku bezbednu gornju granicu unosa kako bi se pridržavala gornjeg TDI. Suprotno tome, C. verum sadrži kumarin samo u tragovima.

## Galerija
- Štapovi cejlonskog cimeta (Cinnamomum verum, levo) i indonezijskog cimeta (C. burmannii, desno)
- Čaj cimetnog ukusa kao topli napitak.
- Cimetni tost se može kupiti sa zapečenim cimetom, ili samo posutim po površini.
- Ferara Panove Red Hots, cimetne bombone

## Literatra
- Wijesekera R. O. B, Ponnuchamy S, Jayewardene A. L, "Cinnamon" (1975) monograph published by CISIR, Colombo, Sri Lanka

## Spoljašnje veze
- "In pictures: Sri Lanka's spice of life". BBC News.